# ماچلو
ماچلو (به ایتالیایی: Macello) یک کومونه در ایتالیا است که در استان تورین واقع شده‌است.
 ماچلو ۱۴٫۱ کیلومتر مربع مساحت و ۱٬۱۸۴ نفر جمعیت دارد و ۳۰۱ متر بالاتر از سطح دریا واقع شده‌است.